# Langenscheid
Langenscheid település Németországban, Rajna-vidék-Pfalz tartományban. Lakosainak száma 510 fő (2023. december 31.). Langenscheid Isselbach és Horhausen községekkel határos.

## Népesség
A település népességének változása:
| Lakosok száma | 553  | 506  | 507  | 490  | 519  | 510  |
|               | 1975 | 2017 | 2019 | 2021 | 2022 | 2023 |